# Hyaenodon
Hyaenodon ("diente de hiena") es un género extinto de mamíferos placentarios del orden de los creodontos. Algunas especies de este género se encontraban entre los más grandes mamíferos carnívoros terrestres.
A pesar del nombre no estaban relacionados con las actuales hienas, con las que muestran claras diferencias. Hyaenodon posee un lomo recto, mientras que la hiena tiene un lomo inclinado hacia atrás, debido a que sus patas traseras son más cortas.
Algunos de estos depredadores fueron tan grandes como los rinocerontes; otros apenas superaban en tamaño a una marta. Aparecieron a fines del Eoceno, hace 42 millones de años, existiendo durante el Oligoceno, y desaparecieron a principios del Mioceno, hace 15.9 millones de años, lo cual significa que permanecieron durante 26.1 millones de años, en tanto que la mayoría de géneros de mamíferos perdura solo hasta 5 millones de años.

## Distribución y especies

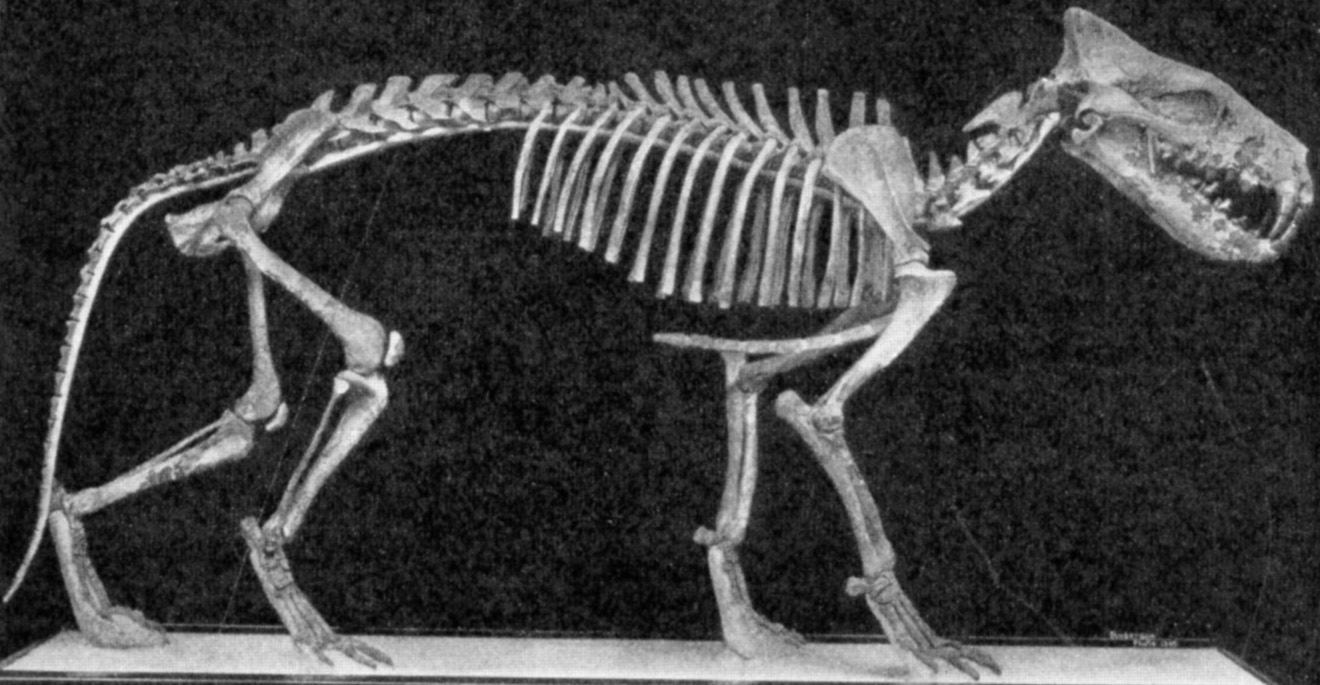
Esqueleto de Hyaenodon horridus.

En América del Norte el último Hyaenodon desapareció con la especie H. brevirostris a finales del Oligoceno. En Europa desaparecieron a principios del Oligoceno. Durante el Mioceno en África se conocen tres especies (H. andrewsi, H. matthewi y H. pilgrimi), pero ninguna de ellas tenía las dimensiones de especies asiáticas como H. gigas y H. weilini.

## Descripción

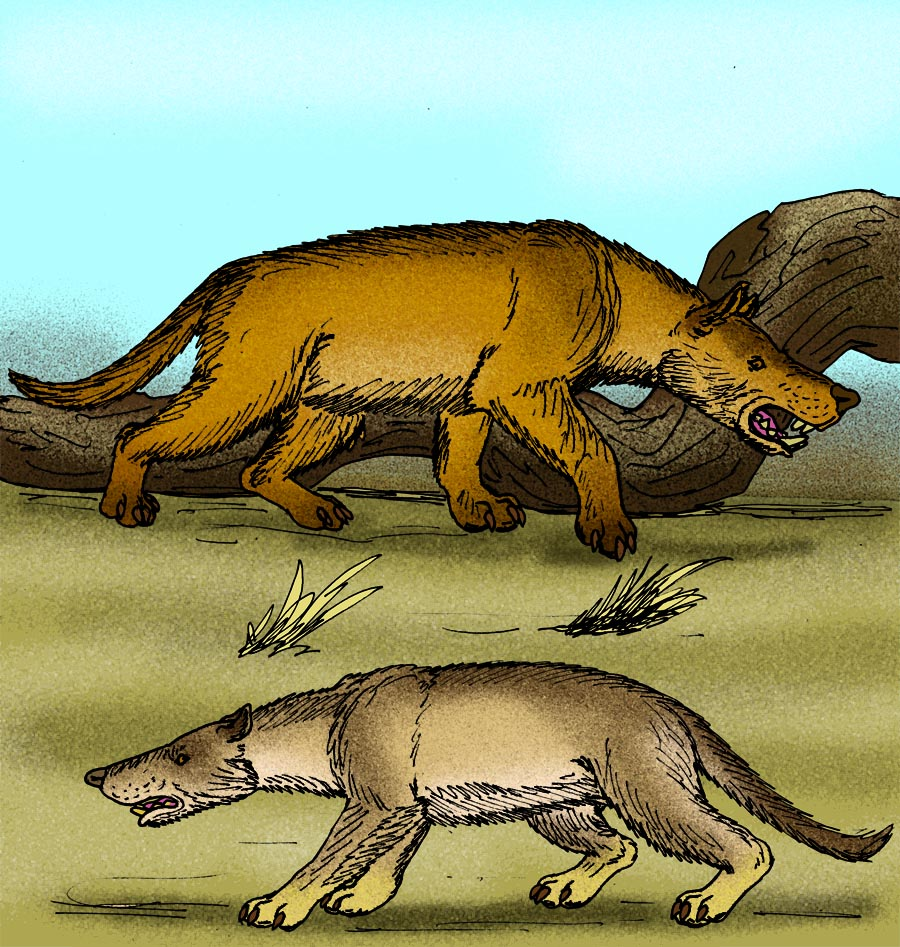
Hyaenodon gigas y H. mongoliensis.

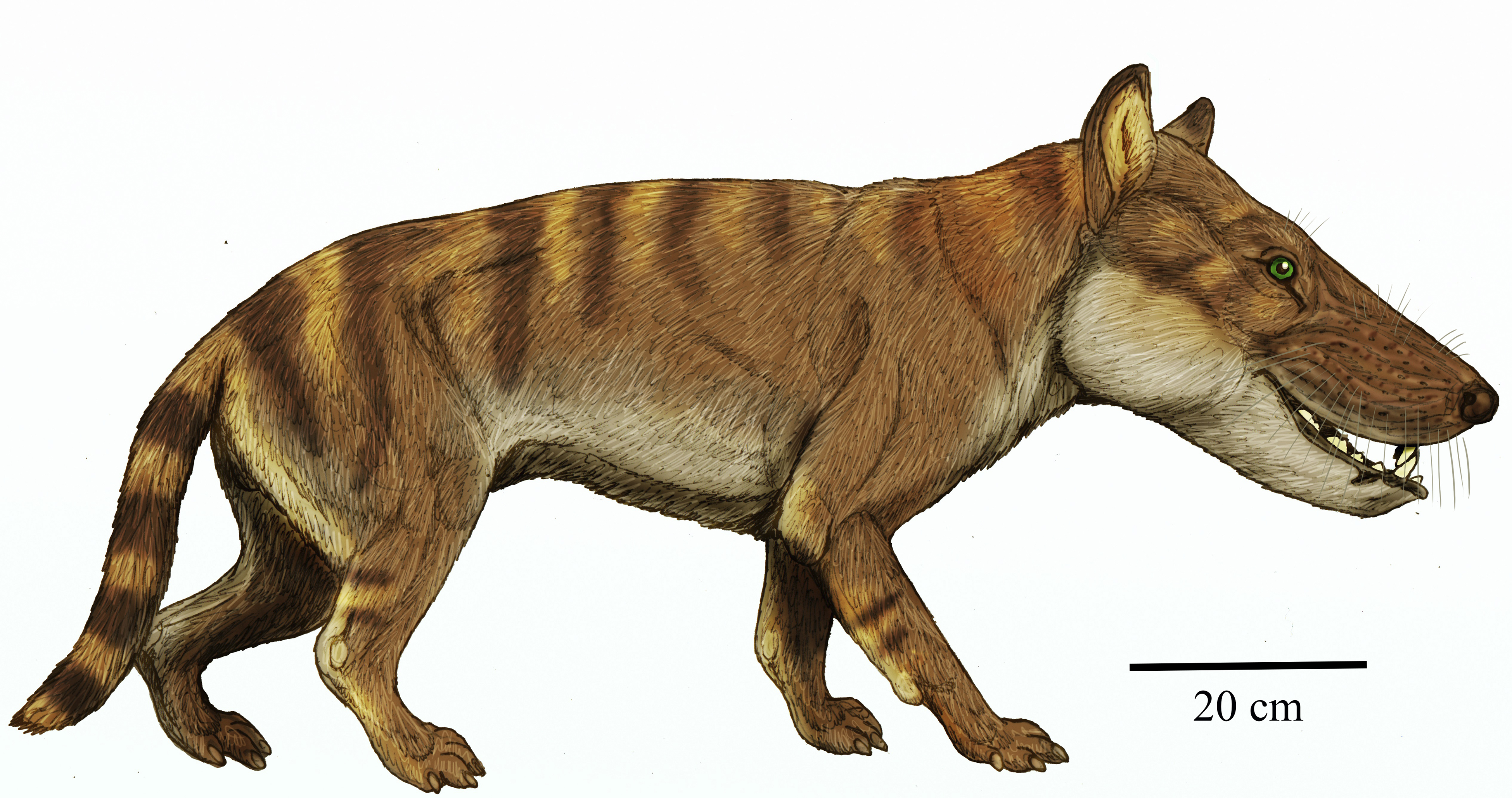
Reconstrucción en vida de un "Hyaenodon macrocephalus".

Las diferencias de peso y longitud eran evidentes debido a la gran cantidad de especies. La altura rondaba entre el metro y el peso oscilaba entre los 100 kg. La longitud era de 3 metros a poco menos.
Hyaenodon poseía en general patas relativamente cortas (aunque robustas), por lo que muchos científicos creen que no era un veloz corredor.
Las mandíbulas de Hyaenodon eran largas y podían realizar una mordida de 270 kilogramos de presión [cita requerida]. Las mandíbulas actuales más parecidas a Hyaenodon son del delfín, por ese motivo, muchos expertos creen que era un animal semiacuático. [cita requerida]
El cerebro de Hyaenodon no estaba tan desarrollado, lo que indica una inteligencia limitada.

## Alimentación

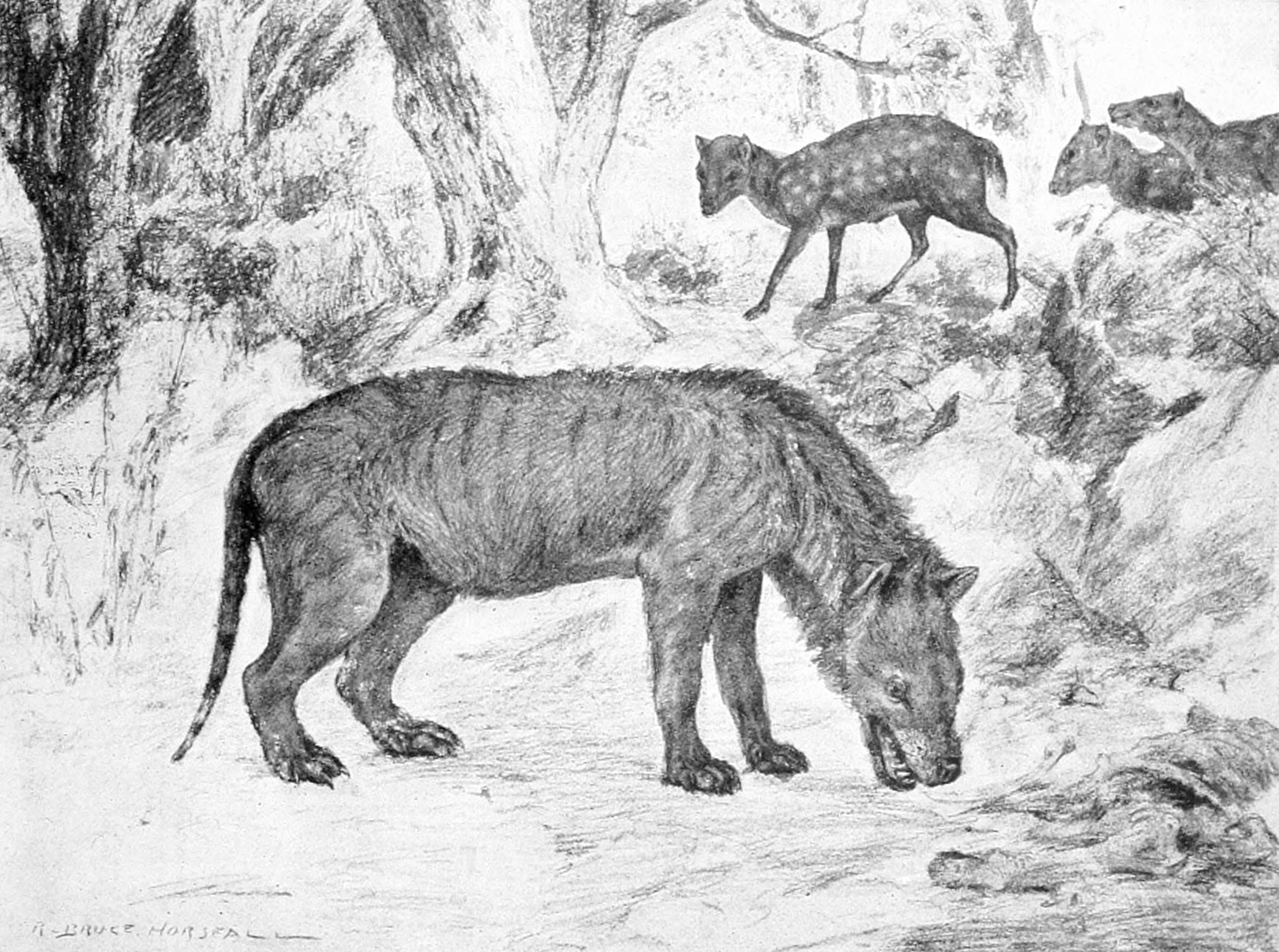
Un Hyaenodon horridus y al fondo unos Leptomeryx evansi por William Berryman Scott (1913).

Hyaenodon se alimentaba probablemente de camellos primitivos y caballos (como Mesohippus), los cuales, se hicieron cada vez más rápidos, una de las posibles causas de su extinción.
Las especies más grandes probablemente tenían como presas a calicoterios y a entelodóntidos. Se hallaron cráneos de Dinictis, un nimrávido con marcas de dientes donde encajaban perfectamente los dientes de un Hyaenodon, esto quizás demuestre que Hyaenodon era un consumidor terciario. Es probable que también hubieran sido carroñeros.

## En la cultura popular

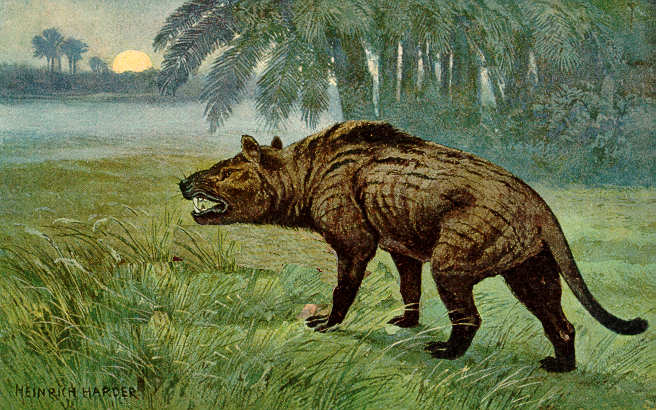
Reconstrucción de Hyaenodon en su hábitat por Heinrich Harder (alrededor de 1920).

En el documental Walking with Beasts, en el tercer episodio (el cual tiene sede en Mongolia) se representa a Hyaenodon gigas cazando un Chalicotherium y matándolo de una sola mordida, sin embargo, tres Entelodon le roban la presa. Luego se le representa cazando uno de estos mientras se produce un terrible aguacero.
En la serie americana "Depredadores prehistóricos", en el tercer episodio, se da a conocer la vida de Hyaenodon, la especie Hyaenodon horridus. En una parte caza a un rinoceronte, pero le roba la presa un Dinohyus. El documental afirma que Hyaenodon se extinguió a causa de la llegada de Amphicyon, el cual, es llamado "oso perro".